# Stanley Biwott
Stanley Biwott (Kenia, 21 de abril de 1986) es un deportista keniano, especialista en carreras de fondo. Ganó la maratón de París de 2012 con un tiempo récord de 2:05:11, y en 2015 ganó la maratón de Nueva York con un tiempo de 2:10:34.